# Else Ludwig
Else Ludwig (* 23. August 1937 in Greifswald), auch Else Ludwig-Hoffmann, ist eine deutsch-österreichische Schauspielerin und Musicaldarstellerin.

## Leben
Ludwig stammt aus einer Theaterfamilie. Sie schloss ihre Schulausbildung mit der Matura ab. Anschließend absolvierte sie zunächst eine Ausbildung zur Medizinisch-technischen Assistentin. Sie entschied sich dann jedoch für die Schauspielerei und nahm Schauspielunterricht in Düsseldorf.
Ihr erstes festes Bühnenengagement erhielt sie in der Spielzeit 1959/60 am Schauspielhaus Zürich. Dort spielte sie erste große Rollen, u. a. die Edrita in Weh dem, der lügt! und die Titelrolle in Phaedra. In der Spielzeit 1960/61 war sie an den Vereinigten Bühnen Graz engagiert, wo sie u. a. die Eve Rull in Der zerbrochne Krug, die Hermia in Ein Sommernachtstraum und die Rosaura in Das Leben ein Traum spielte.
Ein weiteres Festengagement hatte sie in der Spielzeit 1961/62 und in der Spielzeit 1962/63 am Stadttheater Basel. Dort spielte sie u. a. die Titelrolle in Minna von Barnhelm und die Cleopatra in Caesar und Cleopatra von George Bernard Shaw.
1963 und 1964 (als Hermia in Ein Sommernachtstraum) trat sie bei den Luisenburg-Festspielen auf.
In der Spielzeit 1963/64 und in der Spielzeit 1964/65 war sie an den Wuppertaler Bühnen engagiert, mit wichtigen Rollen wie Emilia Galotti, Katharina in Der Widerspenstigen Zähmung und Doña Juana in dem Lustspiel Don Gil von den grünen Hosen. 
1964 ging sie nach Wien, wo sie mit Beginn der Spielzeit 1964/65 Mitglied des Burgtheaters wurde. Dem Burgtheater gehörte sie ohne Unterbrechung bis zu ihrem offiziellen Ausscheiden aus Altersgründen an. Sie spielte dort ein breitgefächertes Repertoire von Stücken der Klassik und Romantik, bis zur Moderne und dem Gegenwartstheater. In der Spielzeit 1968/69 übernahm sie am Burgtheater unter der Regie von Kurt Meisel die Titelrolle in der Neuinszenierung des Schauspiels Die Jüdin von Toledo, ihre Partner waren Klausjürgen Wussow (als König) und Paul Hörbiger (als Isaak).  Unter der Direktion von Claus Peymann spielte sie am Burgtheater u. a. die Hausbesitzerin in Die Mutter (Premiere: Oktober 1986), die Frau Amtsgerichtsrat in Glaube Liebe Hoffnung (Premiere: Juni 1987), Gnädige Frau in Geschichten aus dem Wienerwald (Premiere: November 1987), Lucy in Der Lauf der Welt von William Congreve (Premiere: Jänner 1989), die Mutter des Fliegers in Der gute Mensch von Sezuan (Premiere: Juni 1989), Frau Kielbacke in Die Ratten (Premiere: November 1989), die Blouson-Frau in Schlußchor von Botho Strauß (Österreichische Erstaufführung; September 1991), die Stiefmutter in Aschenbrödel von Jewgeni Schwarz (Premiere: Oktober 1996) und Mrs. Chasen in Harold und Maude (Premiere: Februar 1998). In dem Theaterstück Die Minderleister von Peter Turrini (Uraufführung Juni 1988, Akademietheater Wien) war sie die Frau des Ministers; mit dieser Rolle gastierte sie 1989 auch bei den Mülheimer Theatertagen. Zu ihren letzten Premieren am Burgtheater gehörten Die Bacchen (Premiere: Oktober 1999; Chor der Bacchen) und Damen der Gesellschaft von Clare Boothe Luce (Premiere: November 2001; Regie: Sven-Eric Bechtolf, als Betty/Miss Shapiro/Miss Watts/1. Dame).
Ludwig gastierte am Residenztheater München (Spielzeit 1971/72; als Dorinda in Strategien der Liebe von George Farquhar) und mehrfach bei den Bad Hersfelder Festspielen, u. a. 1962 unter der Regie von Wilhelm Dieterle als Ismene in Antigone. In Bad Hersfeld erhielt sie zweimal, für ihre Rollen als Julie in Liliom (1975) und als Julchen in Carl Zuckmayers Schauspiel Schinderhannes (1977) den „Großen Kritikerpreis der Bad Hersfelder Festspiele“. In der Spielzeit 1980/81 war sie als Gast am Deutschen Theater Göttingen verpflichtet. Sie gastierte mehrfach bei den „Perchtoldsdorfer Sommerspielen“ (1981 in Becket oder die Ehre Gottes von Jean Anouilh und 1985 als Königin Gertrude in Hamlet).
Im September 1992 übernahm sie in der Welt-Uraufführung des Musicals Elisabeth im Theater an der Wien die Rolle der Erzherzogin Sophie. Sie spielte diese Rolle bis 1998 in insgesamt über 700 Vorstellungen. Diese Rolle spielte sie auch ab Oktober 2003 (bis Dezember 2005) in der Wiederaufnahme von Elisabeth. Es folgten weitere Musicalrollen: Fräulein Schneider in Cabaret und die Margret Lord (Mutter der weiblichen Hauptrolle) in High Society, jeweils am Wiener Metropol.
In der Spielzeit 2008/09 war sie in Wien am Theater in der Josefstadt in der Erstaufführung einer von John von Düffels verfassten Bühnenfassung des Romans Buddenbrooks in der Rolle der Konsulin Buddenbrook zu sehen. In der Spielzeit 2010/11 gastierte sie erstmals am Landestheater Niederösterreich in St. Pölten; sie übernahm dort ab März 2011 die Rolle der Großtante in einer Bühnenfassung des Romans Der Spieler.
Ludwig übernahm im Verlauf ihrer Karriere auch einige Filmrollen. Sie hatte Episodenrollen in den Krimiserien Tatort (1987; als Anita in der Episode Offene Rechnung) und in Kommissar Rex (1999; als Museumsdirektorin Dr. Erika Molden in der Folge Rex rächt sich). Mehrfach wirkte sie in Fernsehfilmen unter der Regie von Xaver Schwarzenberger mit. In dem Filmdrama Lamorte (1997) verkörperte die Rolle der Bambi, eine der zwölf ehemaligen Schulfreundinnen, die sich anlässlich des bevorstehenden Todes ihrer krebskranken Freundin Iris (Nicole Heesters) noch einmal wiedersehen. Weitere Filmrollen unter Schwarzenbergers Regie hatte sie in Fever (1998) und zuletzt in Vino Santo – Es lebe die Liebe, es lebe der Wein (2001).
Für den ORF sprach sie das Hörbuch Fröhliche Weihnachten, liebes Christkind! mit Texten von Christine Nöstlinger.
Ab 1997 unterrichtete sie Schauspiel an der Universität für Musik und Darstellende Kunst (Max Reinhardt Seminar) in Wien.
1986 erhielt sie das Silberne Ehrenzeichen für Wissenschaft und Kunst der Republik Österreich, 2003 wurde sie zur Österreichischen Kammerschauspielerin ernannt.
Else Ludwig war von 1966 bis zu dessen Tod im Jahr 2022 mit dem Schauspieler und Regisseur Frank Hoffmann verheiratet. Aus der Ehe ging eine Tochter hervor. Else Ludwig lebt in Wien.

## Filmografie (Auswahl)
- 1962: Antigone (Theateraufzeichnung; Bad Hersfelder Festspiele)
- 1964: Ein Sommernachtstraum (Theateraufzeichnung; Luisenburg-Festspiele)
- 1969: Schwester Bonaventura (Fernsehfilm)
- 1977: Die verzauberten Brüder (Fernsehfilm)
- 1980: Joseph Roth – Ein Leben in Legenden (Fernsehfilm)
- 1987: Tatort – Offene Rechnung
- 1997: Lamorte (Fernsehfilm)
- 1998: Fever (Fernsehfilm)
- 1999: Kommissar Rex – Rex rächt sich
- 2001: Vino Santo – Es lebe die Liebe, es lebe der Wein
- 2005: Elisabeth (Musicalaufzeichnung; Theater an der Wien)

## Hörspiele (Auswahl)
- 1976: Edward Boyd: Wer fürchtet sich vorm schwarzen Mann? (6 Teile) – Regie: Ferry Bauer (Original-Hörspiel, Kriminalhörspiel – ORF Oberösterreich)
- 1984: Rolf Hochhuth: Ärztinnen (Katia) – Regie: Ferry Bauer (Hörspielbearbeitung – ORF Oberösterreich)

Quelle: Ö1-Hörspieldatenbank